# 221-ша піхотна дивізія (Третій Рейх)

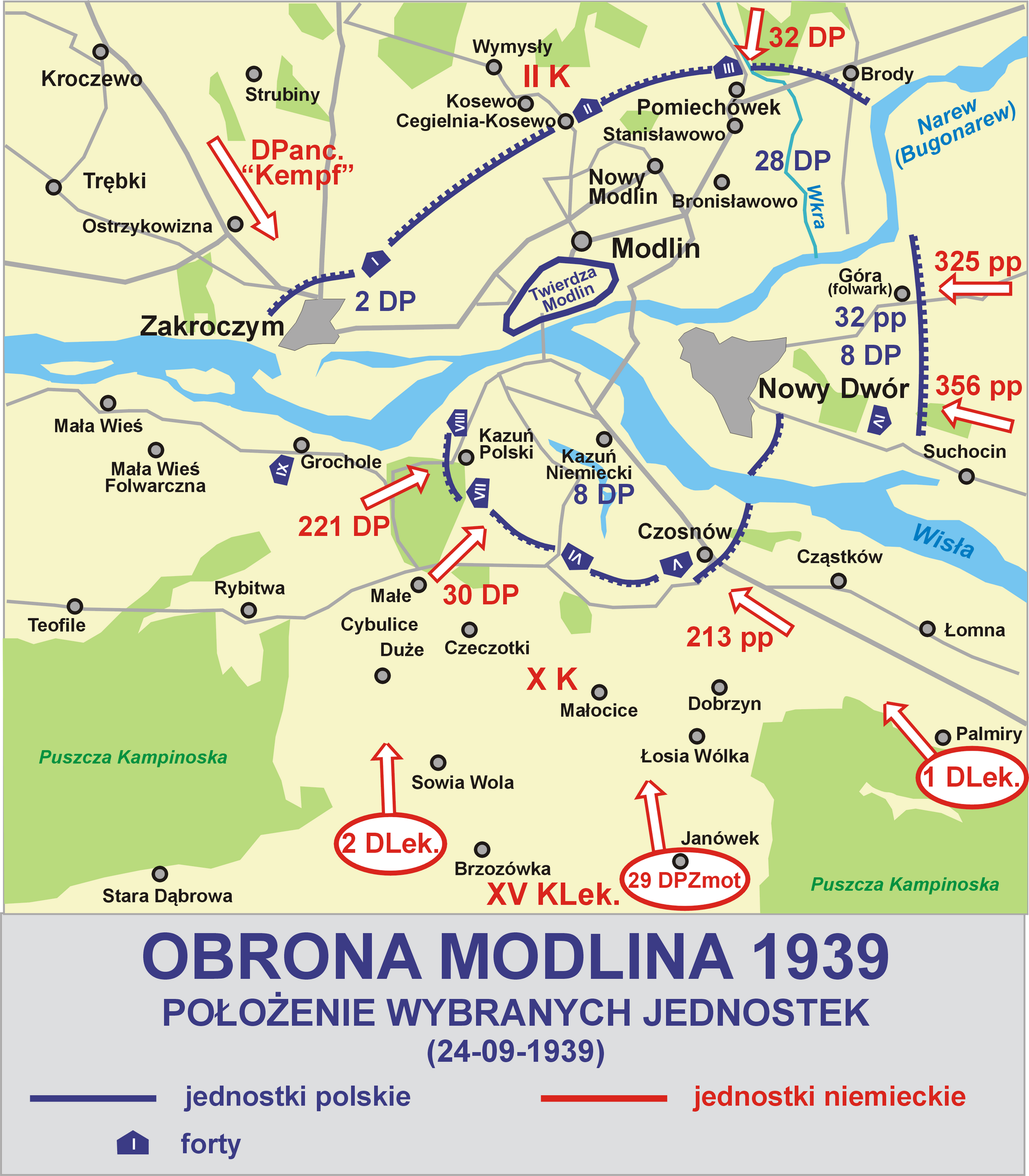
Карта участі 221-ї піхотної дивізії в облозі Модлину. Вересень 1939

221-ша піхотна дивізія (Третій Рейх) (нім. 221. Infanterie-Division) — піхотна дивізія Вермахту, що входила до складу німецьких сухопутних військ у роки Другої світової війни. 15 березня 1941 року на фондах дивізії були створені три дивізії охорони: 221-шу, 444-ту та 454-ту.

## Історія
221-ша піхотна дивізія була сформована 26 серпня 1939 року у VIII військовому окрузі в Бреслау під час 3-ї хвилі мобілізації Вермахту. Перебувала в резерві 10-ї армії та 8-ї армій під час Польської кампанії у вересні 1939 року. Під час нападу на Польщу 221-ша піхотна дивізія через Каліш дійшла до Бзури, де з 9 вересня 1939 року розпочалася вирішальна битва на Бзурі, що завершилася поразкою польської армії. Після цього дивізія брала участь у битві за Модлинську фортецю, по закінчення боїв з'єднання виконувало завдання щодо безпеки та охорони важливих об'єктів на території окупованій Польщі. У грудні 1939 року дивізія здійснила перехід на нові штати шляхом перетворення 4-ї роти кожного піхотного полку в кулеметну. У квітні 1940 року дивізія була призначена до резерву ОКГ і переведена на Верхній Рейн, де готувалася до операції «Гельб». У червні 1940 року вона перетнула Рейн поблизу Маркольсайма і зайняла Кольмар в Ельзасі. З серпня 1940 року по березень 1941 року дивізія займалася повсякденною діяльністю та бойовою підготовкою підрозділів. У березні 1941 року її розформували та на основі цих підрозділів створили три дивізії охорони: 221-шу, 444-ту та 454-ту.

## Райони бойових дій
- Німеччина (серпень 1939)
- Польща (вересень 1939 — січень 1940)
- Німеччина (січень — травень 1940)
- Франція (травень — липень 1940)
- Німеччина (липень 1940 — березень 1941)

## Командування

### Командири
- генерал-лейтенант Йоганн Пфлюгбайль (нім. Johann Pflugbeil) (26 серпня 1939 — 15 березня 1941).

### Підпорядкованість
| Час      | Корпус        | Армія                          | Група армій (округ)   | Штаб         |
| -------- | ------------- | ------------------------------ | --------------------- | ------------ |
| 1939     |               |                                |                       |              |
| вересень | резерв        |                                | Група армій «Південь» | Польща       |
| листопад | XXXII Ком.ОПр | Прикордонне управління «Центр» |                       | Польща       |
| 1940     |               |                                |                       |              |
| січень   | XXXII Ком.ОПр | Прикордонне управління «Центр» |                       | Польща       |
| червень  |               | 7 А                            | Група армій «C»       | Верхній Рейн |
| липень   |               |                                |                       | Німеччина    |
| 1941     |               |                                |                       |              |
| січень   |               |                                |                       | Німеччина    |

## Склад
| Вересень 1939                          |
| -------------------------------------- |
| 350-й піхотний полк                    |
| 360-й піхотний полк                    |
| 375-й піхотний полк                    |
| 221-й артилерійський полк              |
| 221-й протитанковий дивізіон           |
| 221-й розвідувальний батальйон         |
| 221-й інженерний батальйон             |
| 221-ше дивізійне управління постачання |
| 221-й дивізійний батальйон зв'язку     |
| 221-й резервний батальйон              |